# Задача о назначениях
Задача о назначениях — одна из фундаментальных задач комбинаторной оптимизации в области математической оптимизации или исследовании операций. Задача состоит в поиске минимальной суммы дуг во взвешенном двудольном графе.
В наиболее общей форме задача формулируется следующим образом:
Имеется некоторое число работ и некоторое число исполнителей. Любой исполнитель может быть назначен на выполнение любой (но только одной) работы, но с неодинаковыми затратами. Нужно распределить работы так, чтобы выполнить работы с минимальными затратами.
Если число работ и исполнителей совпадает, то задача называется линейной задачей о назначениях. Обычно, если говорят о задаче о назначениях без дополнительных условий, имеют в виду линейную задачу о назначениях.

## Алгоритмы и обобщения
Венгерский алгоритм — один из многих алгоритмов, разработанный для решения линейной задачи о назначениях за полиномиальное время от числа работ.
Задача о назначениях является частным случаем транспортной задачи, которая является частным случаем задачи нахождения потока минимальной стоимости, а она, в свою очередь, является частным случаем задачи линейного программирования. Любую из этих задач можно решить симплекс-методом, но каждая специализация имеет свой более эффективный алгоритм, опирающийся на особенности структуры задачи.
Если целевая функция выражается через квадраты, говорят о квадратичной задаче о назначениях.

## Пример
Предположим, что таксомоторная компания имеет три свободные машины (исполнители), и три заказчика (работы), желающих получить такси как можно быстрее. Фирма заботится о времени доставки такси к заказчику, так что для каждой машины стоимость определяется временем, с которым машина доберётся до места ожидания, определённого заказчиком. Решением задачи о назначениях будет распределение машин по заказчикам такое, что суммарная стоимость (суммарное время ожидания) минимальна.
Задачу о назначениях можно сделать более гибкой. В вышеприведенном примере могут оказаться не три, а четыре свободных такси, но заказчика по-прежнему три. Можно назначить четвёртого фиктивного заказчика с нулевой стоимостью, распределение же машины на фиктивного заказчика означает — «ничего не делай».
Аналогичный приём можно использовать в случае, когда число заказов может превышать число доступных машин, и машина может быть назначена на выполнение нескольких работ, а также когда работа может быть назначена нескольким исполнителям (например, если заказчик — группа, не помещающаяся в одно такси). Можно также поставить задачу увеличения дохода, а не минимизацию цены.

## Формальное математическое определение
Формальная постановка задачи о назначениях:
Даны два множества A и T одного размера и задана функция стоимости C : A × T → R.
Необходимо найти биекцию f : A → T такую, что целевая функция:
{\displaystyle \sum _{a\in A}C(a,f(a))}
минимальна.
Обычно функция стоимости задается как квадратная матрица C, состоящая из вещественных чисел так, что целевую функцию можно записать в виде:
{\displaystyle \sum _{a\in A}C_{a,f(a)}}
Задача называется «линейной», поскольку и целевая функция, и ограничения содержат только линейные выражения.
Задачу можно представить как задачу линейного программирования c целевой функцией
{\displaystyle \sum _{i\in A}\sum _{j\in T}C(i,j)x_{ij}}
и ограничениями
{\displaystyle \sum _{j\in T}x_{ij}=1} для {\displaystyle i\in A},
{\displaystyle \sum _{i\in A}x_{ij}=1} для {\displaystyle j\in T},
{\displaystyle x_{ij}\geq 0} для {\displaystyle i,j\in A,T}.
Переменная {\displaystyle x_{ij}} представляет назначение исполнителя {\displaystyle i} на работу {\displaystyle j}, принимая значение 1 если исполнитель назначен на эту работу и 0 в противном случае. В этой формулировке решение может и не быть целым, но всегда существует оптимальное решение с целыми значениями. Этот факт следует из абсолютной унимодулярности матрицы. Первое ограничение требует, чтобы каждому исполнителю была назначена в точности одна задача, второе требует, чтобы для каждой задачи был назначен один исполнитель.